# Lee Christmas
Leon Winfield Christmas oder Lee Christmas (* 22. Februar 1863 in Livingston Parish; † 21. Januar 1924 in New Orleans) war ein US-amerikanischer Söldner.

## Leben
Christmas wurde auf der Plantage seines Vaters in Livingston Parish bei Baton Rouge geboren. Er wuchs in Springfield (Louisiana) auf und zog etwa 1892 nach New Orleans.
1866 begann er sein Arbeitsleben als Smutje auf einem kleinen Schiff der Cileste unter dem Kommando von Capitán Bob Caldwell, mit 13 wurde er Seemann. 1880 wurde er Heizer bei der Illinois Railroad. 1885 arbeitete er als Maschinist für die Mississippi Valley Railroad. 1889 war er Triebfahrzeugführer. Am 29. November 1891 auf der Fahrt zwischen New Orleans und Memphis schlief er ein und übersah ein Haltesignal und fuhr auf einen Zug auf. Er hatte 54 Stunden nicht geschlafen und hatte einen Kater. Die Versicherung stellte bei Christmas eine Rot-Grün-Sehschwäche fest.
Im Herbst 1894 reiste er nach Puerto Cortés in Honduras, wo er eine Anstellung als Triebfahrzeugführer fand. In den folgenden drei Jahren fuhr Christmas mit Eis beladene Waggons von Puerto Cortés in das Landesinnere und kehrte mit Eis und Bananen beladenen Waggons zurück.

## April Revolution 1897
Am 14. April 1897 eroberte eine Gruppe um Filibustiere um Coronel Enrique Soto, einem Sohn von Marco Aurelio Soto, aus New York, Puerto Cortés. Um die Regierung von Policarpo Bonilla von der Partido Liberal zu stürzen. Vor die Lokomotive von Christmas wurde ein Flachwagen mit Sandsäcken, 3/4 Zoll Kesselblechen, Schützen und einer Hotchkisskanone gespannt. Christmas fuhr den Zug Richtung San Pedro Sula.
Coronel Carlos Girón, der Kommandant der Kaserne von San Pedro Sula, ritt den Invasoren mit einem Kommando Regierungstruppen entgegen, überraschte sie an einer Fachwerkbrücke über eine Lagune und verwickelte sie in eine Schlacht. Coronel Carlos Girón wurde verletzt und die Regierungstruppen zogen ab und überließen die Fachwerkbrücke an der Lagune, 13 Generälen und Lee Christmas.
San Pedro Sula wurde von den Invasoren besetzt. Der Seeweg über Puerto Cortés wurde durch den nicaraguanischen Schoner unter der dem Kommando von Manuel Bonilla genommen. Als der Hafen von Cortes von Terencio Sierra eingenommen wurde, flüchtete Christmas und die anderen Filibustiere auf Mauleseln von San Pedro Sula nach Guatemala. 1899 desertierte er und wechselte zu den honduranischen Regierungstruppen, wo er als Hauptmann eingestellt wurde. Im Mai 1902 wurde er unter Terencio Sierra Direktor der Polizei von Tegucigalpa eingestellt. Manuel Bonilla rief sich am 1. Februar 1903 im Hafen von Amapala zum Präsidenten aus. 1903 wurde Lee Christmas von Manuel Bonilla zum General ernannt. Die New York Times berichtete über Lee Christmas. Er handelte als Gefängniswärter von Policarpo Bonilla und sein Richter als dieser zahlreicher Vergehen angeklagt wurde. Policarpo wurde zu einer langjährigen Haftstrafe verurteilt und blieb bis Anfang 1906 im Gefängnis danach ging er ins Exil nach El Salvador.
Bei der Schlacht bei Nacaome vom 18. bis zum 23. März 1907 wurde Christmas verletzt und er ging nach Guatemala. In Guatemala traf er wieder Manuel Bonilla und einen Mitarbeiter von Sam Zemurray, „El Amigo“, welche den Umsturzversuch von 1910 vorbereiteten.

## 1910 Tatumbla
1910 misslang ein Angriff auf die Artilleriegarnison von Tatumbla an zwei 42 mm Hotchkiss guns, welche von Zemurray an die Regierungstruppen geliefert worden waren.
Im Juni 1910 hatte sich Manuel Bonilla mit zwei Filibusteregruppen in Glover’s Reef getroffen und segelte mit diesen nach Puerto Cortés. Manuel Bonillas Verbindungsmann in Puerto Cortés starb in der Nacht vor der Ankunft der Filibustiere. Die Regierungskräfte fanden in seinen Kleidern Aufzeichnungen über den geplanten Aufstand, einschließlich der Namen von etwa 200 Aufständischen in Puerto Cortés, San Pedro Sula, La Ceiba, welche die Regierung sofort gefangen nahm.

## 1911 Islas de la Bahia
Im März 1911 besetzte Manuel Bonilla und seine Söldner die Islas de la Bahia vor der Ostküste von Honduras. Sie waren mit überzähligen US Army M1895 Colt-Browning machine guns ausgerüstet. Sie besetzten Trujillo und Ironia und siegten am 25. Januar 1911 bei der Schlacht von La Ceiba. Der Einsatz der Maschinengewehre als Sperrfeuer kostete etwa 600 Soldaten der Regierungstruppen das Leben. Miguel R. Dávila floh am 28. März 1911.
Durch die US Intervention 1911 in Honduras wurde Manuel Bonila wieder Präsident und Christmas Oberbefehlshaber der honduranischen Armee. Nach Manuel Bonilas Tod 1913 reiste Christmas durch Lateinamerika. Er war Divisionsgeneral in Kolumbien. Dass sich Christmas in dieser Zeit um widerspenstige Kunden von Sam Zemurray gekümmert hat, ist möglich. Dass er auf der Seite von Emiliano Zapata Unterstützung geleistet hat, kann nicht bestätigt werden. Mit 54 Jahren beantragte er bei US-Präsident Wilson am Ersten Weltkrieg teilzunehmen, er wurde aus Altersgründen nicht eingezogen. Er war viermal in Folge verheiratet. Er kehrte mit Tuberkulose nach Louisiana zurück. Er starb an akuter Blutarmut, möglicherweise Leukämie.

## Veröffentlichungen
- Die University of Tennessee verfügt über Dokumente, welche Marion Samson aus Abilene, Texas 1958 gestiftet hatte, diese beinhalten die Korrespondenz von Christmas, einschließlich einer Einladung zur Hochzeit mit Ida Culotta in Puerto Cortés, 1914.[5]
- Er war die Vorlage für die Romanfigur Robert Clay im Roman Soldier of Fortune von Richard Harding Davis und Captain Macklin
- Hermann Bacher Deutsch The incredible yanqui: the career of Lee Christmas, Longmans, Green & Co., 1931, 242 S.